# Waterschapsheuvel

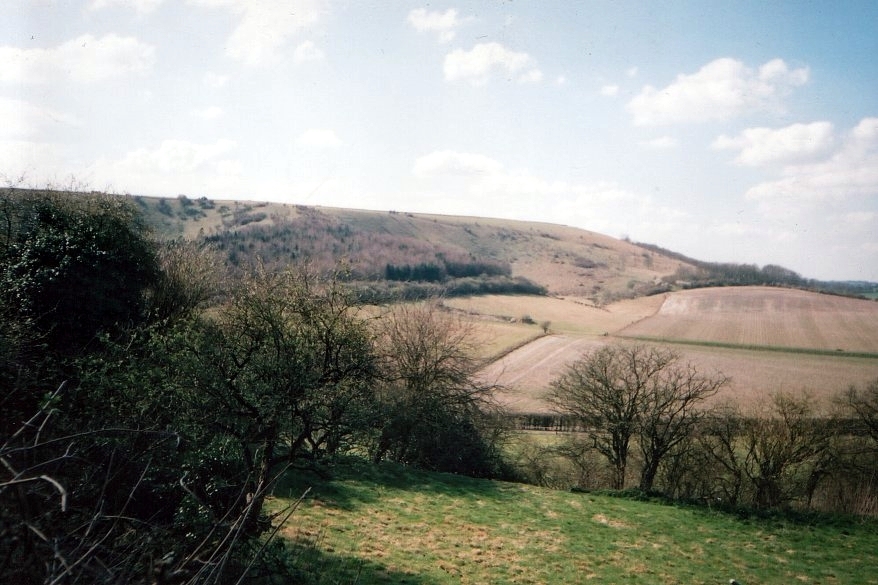
De heuvel waar het verhaal zich grotendeels afspeelt

Waterschapsheuvel (Watership Down) is een boek van Richard Adams, verschenen in 1972. Het boek vertelt de reis en opbouw van een nieuwe kolonie door een groep konijnen. Adams baseerde zijn verhaal, zo vertelt hij in de verantwoording, op het boek Het leven der konijnen van R.M. Lockley, waarin veel over het dagelijks leven van konijnen verteld wordt. Het boek heeft een opdracht: Voor Juliet en Rosamond vanwege de weg naar Stratford-on-Avon. Over het boek werden een film en een televisieserie gemaakt. De serie wijkt sterk af van het oorspronkelijke verhaal.

## Vorm
Het verhaal wordt verteld vanuit het perspectief van de konijnen en heeft enkele bijzondere stijl- en verhaalaspecten. Zo begint ieder hoofdstuk met één of meer citaten van onder anderen Henry Vaughan, Shakespeare, Napoleon Bonaparte en William Blake.
De konijnen hebben een eigen woordenschat, een gedeelte van de woorden in het verhaal worden door de auteur als onvertaalbaar geschreven: zo kennen zij een Auwsla (verkenners, politie, soms zelfs leger), de elil (vijanden) en een hroedoedoe (tractor of ander motorvoertuig).

## Scheppingsverhaal en mythes
De konijnen hebben een eigen scheppingsverhaal. De wereld wordt hierin geschapen door Frith en Frith creëerde alle dieren eender: de spreeuw en de torenvalk en de vos en het konijn waren vrienden en aten allen gras, wat in overvloed aanwezig was. El-Ahrairah was de vader van alle konijnen, maar gaf geen gehoor toen Frith hem vroeg om zijn onderdanen in toom te houden: het aantal konijnen groeide te hard. El-Ahrairah weigerde te luisteren naar Frith en kwam ook niet op de vergadering die Frith hield om alle dieren een geschenk te geven. De merel kreeg een prachtig lied en de koe haar scherpe hoorns. De vos, wezel en hermelijn kregen de slimheid, felheid en begeerte om te doden en te jagen op de kinderen van El-Ahrairah. Uiteindelijk kwam Frith naar El-Ahrairah toe en toen deze zich in een hol verstopte, zegende Frith het achterste van El-Ahrairah: zijn staart werd wit en glanzend en met zijn grote poten stampte hij op de heuvelgrond. Zijn achterste zou voor altijd zijn kracht, waarschuwing en snelheid zijn en kreeg van Frith de opdracht altijd het leven van El-Ahrairah te redden.
De figuren die in dit scheppingsverhaal een rol spelen, doorvlechten ook de andere mythische verhalen die de konijnen elkaar vertellen, zoals Het verhaal van de beproeving van El-Ahrairah en Het verhaal van de sla van de koning. El-Ahrairah speelt daarin meestal een hoofdrol en haalt listen en slimmigheden uit, om aan zijn vijanden te kunnen ontsnappen of zaken gedaan te krijgen.
Een belangrijk ander konijn in deze verhalen is het Zwarte Konijn, dat symbool staat voor de dood: dit konijn staat met name centraal in Het verhaal van El-Ahrairah en het Zwarte Konijn van Inlé. Het verhaal van het Zwarte Konijn is vergelijkbaar met het verhaal van Magere Hein zoals mensen kennen.

## Het verhaal
Centraal in het verhaal staat de reis die een kleine groep konijnen onderneemt, nadat een van de konijnen, Vijfje (Fiver) genaamd, een voorgevoel had van een groot gevaar dat hun kolonie Sandelvoorde bedreigde. Onder leiding van Hazelaar (Hazel) verlaat de groep konijnen midden in de nacht de oude kolonie. Hun vlucht voert hen door donkere bossen, over rivieren, door een bonenveld en ze belanden uiteindelijk in een veld, waar zij beginnen met het graven van nieuwe holen. Al snel krijgen ze bezoek van een onbekend konijn, Sleutelbloem (Cowslip). Sleutelbloem nodigt de groep uit om zich bij zijn kolonie te voegen, een eindje verderop. De groep besluit een kijkje te gaan nemen, maar de nieuwe kolonie blijkt een vreemde plek te zijn. De konijnen die daar leven, maken zich nergens druk om, geloven niet in het bestaan van El-Ahrairah en veel holen staan leeg, ondanks het eten dat dagelijks door een boer in de buurt achtergelaten wordt. Vijfje krijgt opnieuw nare visioenen en de groep konijnen ontdekt de redenen hierachter als Kopstuk (Bigwig) in een strik terechtkomt en ternauwernood aan de dood ontsnapt.
Ze besluiten niet in de kolonie te blijven en Aardbei voegt zich bij hen uit de kolonie. Samen gaan ze opnieuw op weg en zwerven door het landschap tot ze een heuvel vinden, waarvan Vijfje vindt dat het hun plek is. De groep is gaan vertrouwen op Vijfjes intuïtie en begint aan het graven van holen.
Kapitein Hulst (Holly) van de Auwsla van hun oude kolonie Sandelvoorde komt, meer dood dan levend, samen met Grasklokje bij de groep aan. Hulst vertelt het vreselijke verhaal van de vergassing van de oude kolonie, door mensen gedaan om ruimte te maken voor nieuwbouw. Hulst en Grasklokje herstellen langzaam van hun verwondingen, terwijl de opbouw van de nieuwe kolonie op gang komt. De groep beseft dat zij nog erg kwetsbaar zijn en eigenlijk meer vrouwtjes nodig hebben om te blijven bestaan. Ze bevrijden enkele konijnen uit een nabijgelegen boerenschuur en helpen met een list andere konijnen te ontvluchten uit Efrafa, een andere kolonie, enkele dagen reizen van Waterschapsheuvel vandaan. In Efrafra heerst een zeer streng regime en de ontsnapping wordt hen niet in dank afgenomen. De Efrafranen besluiten Waterschapsheuvel aan te vallen, maar met behulp van vrienden die de konijnen tijdens hun reizen en omzwervingen gemaakt hebben, waaronder een muis en een meeuw, Kehaar, overwinnen zij. Hazelaar wordt door de groep geaccepteerd als Opperkonijn. Nu er genoeg vrouwtjes zijn, wonen er na korte tijd jonge gezinnen op Waterschapsheuvel.
Enkele lentes later wordt Hazelaar bezocht door El-Ahrairah, die op dat moment de gedaante van het Zwarte Konijn heeft, maar te herkennen is aan het zilveren licht in zijn oren dat hij eerder van Frith ontving. El-Ahrairah nodigt hem uit om met hem mee te gaan en lid van zijn Auwsla te worden. Hazelaar neemt de uitnodiging aan en volgt het konijn de duisternis in.

## Wetenswaardigheden

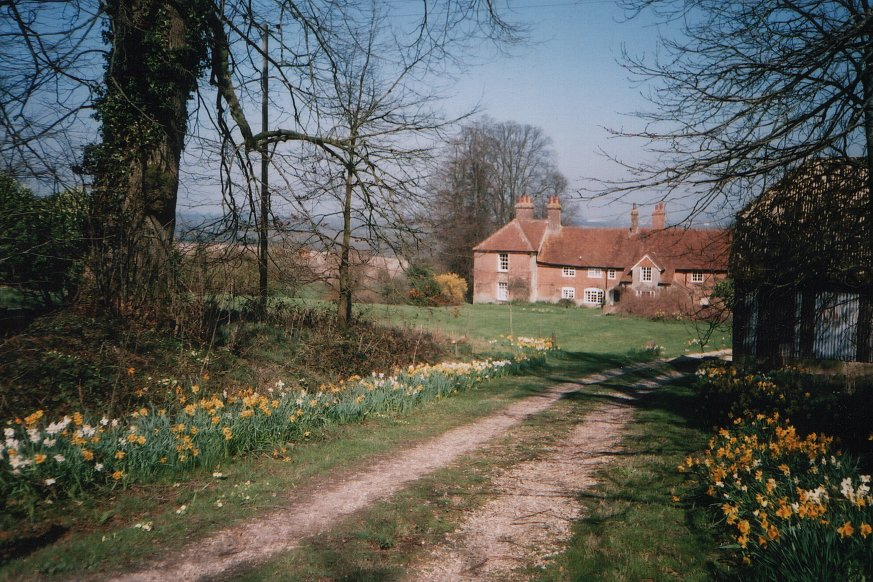
Nuthanger Farm

De locaties die voorkomen in Waterschapsheuvel bestaan echt, in het noorden van het Engelse graafschap Hampshire, in de buurt van Kingsclere, ten zuidwesten van Londen. Richard Adams bracht zijn jeugd in die omgeving door.
In het boek treden ook een aantal mensen op. Aan het begin zien de konijnen mensen die plannen maken om het gebied te ontwikkelen. Hun namen worden niet genoemd. Een ander deel van het verhaal speelt zich af in een boerderij, Nuthanger Farm, en daar spelen de mensen een actievere rol. De schrijver zegt in het voorwoord dat de boerderij echt bestaat, maar dat de bewoners (het echtpaar Cane, hun dochtertje Lucy en hun knechten) gefantaseerd zijn. Er treedt in het boek ook nog een dokter op, die evenals de schrijver Adams heet, en die wordt in de opsomming van gefantaseerde personen niet genoemd. Hij is waarschijnlijk gebaseerd op de vader van de schrijver, die huisarts was op het Engelse platteland.
Het manuscript werd door zeven uitgevers afgewezen, voordat het door Collings werd gedrukt. Het won de Guardian Children's Fiction Prize (1973) en werd in zeker achttien talen vertaald.
Op het boek is de gelijknamige animatiefilm Watership Down uit 1978 gebaseerd, die het verhaal vrij nauwkeurig volgt. Deze film is vooral bekend geworden door het lied Bright Eyes van Art Garfunkel.
Er is in 1999 door CITV een animatie-televisieserie naar het boek gemaakt van 39 afleveringen in drie seizoenen. De serie bevat een groot aantal nieuwe personages en volledig nieuwe verhaallijnen.
Richard Adams schreef in 1996 een vervolg op Waterschapsheuvel: Verhalen uit Waterschapsheuvel.
In zijn autobiografie, The Day Gone By, schreef Adams dat hij Waterschapsheuvel en de verhalen daarin baseerde op zijn ervaringen tijdens operatie Market Garden, de slag om Arnhem in 1944. Hazel, de leider van de groep konijnen in Waterschapsheuvel, kreeg in de roman het karakter van Adams' bevelvoerend officier, major John Gifford. De krijger Bigwig gaf hij het karakter van Captain Desmond Kavanagh. Kavanagh ligt op de Airborne Begraafplaats in Oosterbeek begraven.